# Saint-Saulge
Saint-Saulge är en kommun i departementet Nièvre i regionen Bourgogne-Franche-Comté i de centrala delarna av Frankrike. Kommunen ligger i kantonen Saint-Saulge som tillhör arrondissementet Nevers. År 2022 hade Saint-Saulge 679 invånare.

## Befolkningsutveckling
Antalet invånare i kommunen Saint-Saulge
| Referens: INSEE |